# Mondorf-les-Bains
Mondorf-les-Bains é uma comuna do Luxemburgo, pertence ao distrito de Grevenmacher e ao cantão de Remich.

## Demografia
Dados do censo de 15 de fevereiro de 2001:
- população total: 3.638
  - homens: 1.734
  - mulheres: 1.904
- densidade: 266,33 hab./km²
- distribuição por nacionalidade:

| Nacionalidade  | População | %      |
| -------------- | --------- | ------ |
| luxemburgueses | 2.285     | 62,81% |
| estrangeiros   | 1.353     | 37,19% |
| - portugueses  | 533       | 14,65% |
| - franceses    | 311       | 8,55%  |
| - italianos    | 98        | 2,69%  |
| - belgas       | 104       | 2,86%  |
| - alemães      | 108       | 2,97%  |
| - iuguslavos   | 23        | 0,63%  |
| - outros       | 176       | 4,84%  |

- Crescimento populacional:

| Ano        | População |
| ---------- | --------- |
| 15/02/2001 | 3.638     |
| 01/01/2002 | 3.690     |
| 01/01/2003 | 3.747     |
| 01/01/2004 | 3.839     |
| 01/01/2005 | 3.923     |

## Geminações
Mondorf-les-bains estabeleceu ligações com algumas cidades de outros países, tornando-se essa ligação apelidada de "Cidade Gémea". 
Assim, Mondorf-les-Bains tem como acordos de geminação com as seguintes cidades:
- Bad Homburg vor der Höhe, Alemanha
- Cabourg, França
- Coira, Suíça
- Mayrhofen, Áustria
- Terracina, Itália
- Vale de Cambra, Portugal